# Ascomorpha minima
Ascomorpha minima är en hjuldjursart som beskrevs av Nils von Hofsten 1909.
Ascomorpha minima ingår i släktet Ascomorpha och familjen Gastropodidae. Arten är reproducerande i Sverige. Inga underarter finns listade i Catalogue of Life.